# جامعة لونغ أيلاند
جامعة لونغ آيلاند (LIU) هي جامعة خاصة تحتوي على حرمين جامعيين رئيسين هما جامعة لونغ آيلاند بوست، وجامعة لونغ آيلاند بروكلين في ولاية نيويورك. تقدم الجامعة أكثر من 500 برنامج أكاديمي بالحضور الشخصي أو عبر الإنترنت. تحوي الجامعة فرقاً من الدرجة الأولى والثانية لرابطة الوطنية لرياضة الجامعات كما تستضيف جوائز جوائز جورج بولك [الإنجليزية] للصحافة.

## نبذة تاريخية

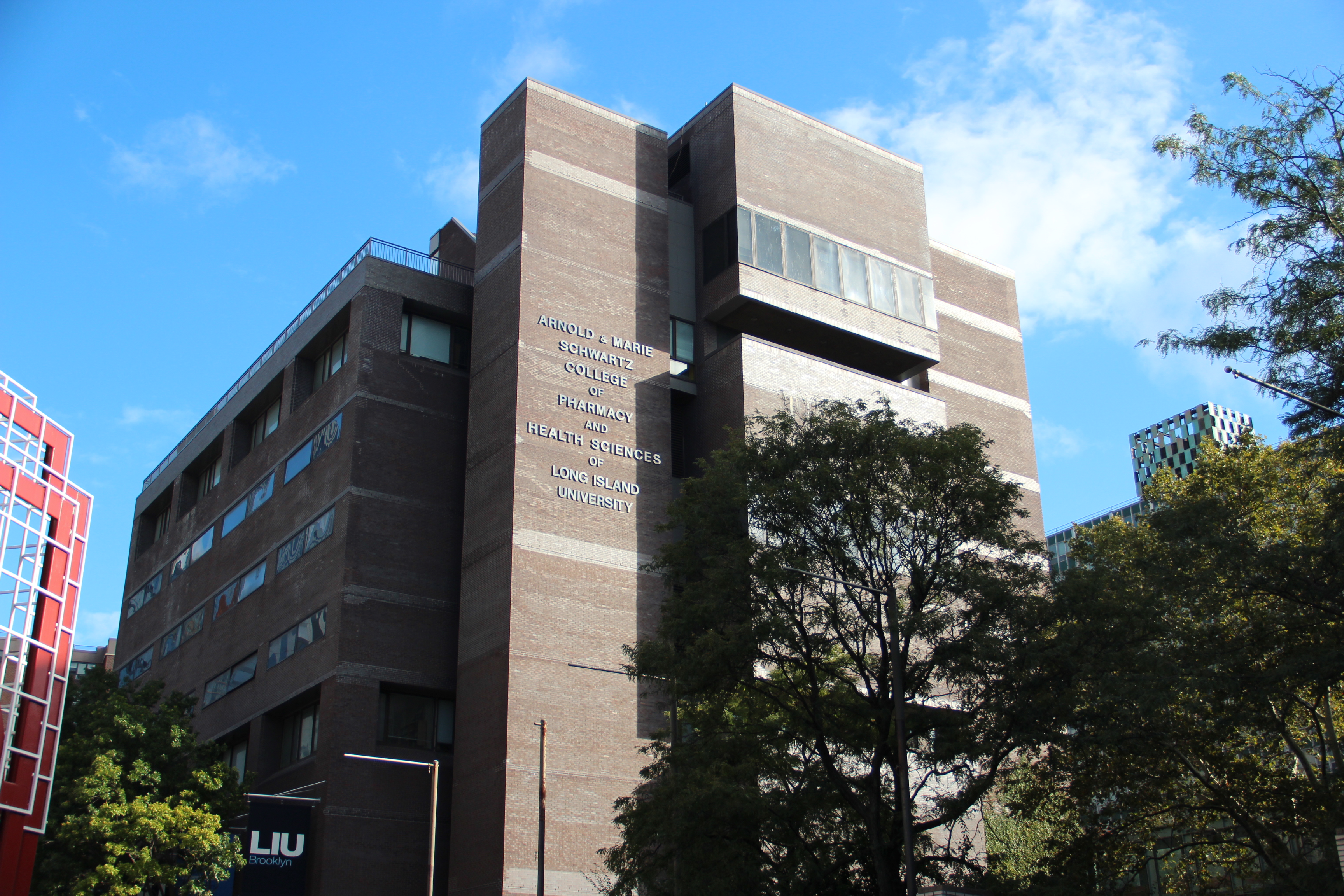
كلية أرنولد وماري شوارتز للصيدلة والعلوم الصحية في مدينة بروكلين

اعتمدت وزارة التعليم في ولاية نيويورك جامعة لونغ آيلاند في بروكلين علم 1926 بهدف توفير «تعليم فعال وبأسعار متوسطة» للأشخاص في «جميع مناحي الحياة». يقع الحرم الجامعي لونغ آيلاند بروكلين في وسط مدينة بروكلي، عند زاوية فلاتبوش وديكالب أفينيوز. المبنى الرئيسي مجاور لدار سينما (عشرينيات القرن الماضي 1920s)، ومسرح باراماونت بروكلين (يسمى الآن صالة شوارتز للألعاب الرياضية). يحتفظ المبنى بالكثير من التفاصيل الزخرفية الأصلية وأورغن فورليتزر الذي يظهر من خلف ملعب كرة السلة. يتكون الحرم الجامعي من تسعة مبانٍ أكاديمية، ومجمع ترفيهي ورياضي يتضمن القسم الأول الملاعب الرياضية، يوجد أيضاً مبنى سكني ضمن الحرم الجامعي ومبنيين مجاورين في الناحية السكنية، بالإضافة إلى مواقف سيارات مجاورة له. كان الحرم الجامعي لونغ آيلاند بروكلين المركز الرئيسي لكلية الجامعة الأساسية التي كانت كلية الصيدلة لجامعة لونغ آيلاند (كلية أرنولد وماري شوارتز للصيدلة والعلوم الصحية) التي تأسست عام 1891 باسم كلية بروكلين للصيدلة، أما جامعة لونغ آيلاند العالمية فهو برنامج تعليمي لدرجة البكالوريوس مدته أربع سنوات يسمح للطلاب بالعيش والدراسة دوليًا في ثماني دول عبر ثمانية فصول دراسية. للجامعة فريق بلاك بيردز الرياضي التابع للدرجة الأولى في الرابطة الوطنية لرياضات الجامعات،  وتستضيف الجامعة جوائز جورج بولك للتميز في الصحافة،  ومسرح كومبل للفنون المسرحية.
في عام 1951، استجابة للانتقال المتزايد للعائلات والسكن في الضواحي، اشترت جامعة لونغ آيلاند 177 أكراً من العقارات المعروفة باسم غابة التل "Hillwood" من صاحبة شركة جنرال فودز للأغذيى مارجوري ميريويذر بوست وزوجها الثالث جوزيف إي ديفيز. تقع الأرض في بلدة بروكفيل على الساحل الذهبي في لونغ آيلند، كان هناك منزل في العقار معروف باسم "Warburton Hall" الذي بني على يد وليم برايم، ثم جددته ماجوري وزوجها الثاني إدوارد هوتون بشكل كبير. بعد ثلاث سنوات، غُير اسم الحرم الجامعي الجديد ليحمل اسم أخصائي التغذية س. دبليو. بوست، والد مارجوري بوست، تكريماً له.
عدلت الجامعة تسمية جميع الجامعات عام 2012، لتصبح جامعة س. دبليو. بوست باسم جامعة لونغ آيلاند بوست LIU Post، ويكون هذا الحرم هو الأكبر للجامعة إذ يمتد على مساحة 307 فدانًا (125 هكتارًا) من القصور التاريخية والحدائق والملاعب الرياضية واستوديوهات الفنون وساحات الفنون المسرحية، ومحطات البث التلفزيوني والإذاعي، ومرفق الطاقة المستدامة داخل الحرم الجامعي ، الفروسية في التاريخ الإسلامي الوحيد داخل الحرم الجامعي في لونغ آيلاند. كان لونغ آيلاند بوست مركزاً لفريق لونغ آيلاند بوست باونير، فريق الدرجة الثانية في الرابطة الوطنية لطلاب الجامعات، وموقع مركز تايلس للفنون المسرحية، قدمت الجامعة أول خطة لتقديم الدرجة الجامعية عبر الإنترنت عام 2004
في 7 مارس 2013، عينت كيمبرلي ر. كلاين بمنصب رئاسة جامعة لونغ آيلاند، أصبحت عندها أول امرأة تتولى رئاسة المؤسسة الخاصة المكونة من ستة أحرام جامعية.

### الإغلاق
استعانت الرئيسة كيمبرلي ر. كلاين بمصادر خارجية لعمل مجموعتين من العمال النقابيين في الحرم الجامعي، وأشرفوا على الإضراب الذي قام به 400 شخص من الهيئة التدريسية، وذلك قبل يوم من افتتاح العام الدراسي 2016-2017. في 1 سبتمبر 2016، بعد ثلاثة أيام من انتهاء عقد النقابة وقبل خمسة أيام من الموعد المقرر للتصويت على العقد الجديد،  قطعت الجامعة حسابات البريد الإلكتروني والتأمين الصحي للموظفين المتأثرين، وأخبرتهم بأن الجامعة ستستبدلهم بموظفين آخرين. وكانت هذه هي المرة الأولى التي تستخدم فيها كلية أو جامعة في الولايات المتحدة إغلاقًا ضد أعضاء هيئة التدريس، وفقًا لوليام إيه. هربرت، المدير التنفيذي للمركز الوطني لدراسة المفاوضة الجماعية في التعليم العالي والمهن. بعد الإغلاق، أصدرت الرابطة الأمريكية لأساتذة الجامعات بيانًا قالت فيه إنها «تستنكر هذا الإجراء وتؤيد حق هيئة التدريس في جامعة لونغ آيلاند بروكلين في المساومة الجماعية بحسن نية مع إدارتها»، وحثت إدارة جامعة لونغ آيلاند على استئناف المفاوضات. في الأسبوع الأول من فصل الخريف، نظم بعض طلبة الجامعة إضرابا لدعم موقف أعضاء هيئة التدريس. مع 236 من أعضاء هيئة التدريس المتفرغين و 450 ملحقًا، أُعطيت الفصول الدراسية في الجامعة من مسؤولي الجامعة والموظفين المؤقتين، والفصول من قبل مسؤولي الجامعة والموظفين المؤقتين، وأبلغ الطلاب عن عدم كفاية المواد الدراسية. انتهى الإغلاق في 14 سبتمبر باتفاق على استمرار العقد منتهي الصلاحية حتى 31 مايو 2017 واستئناف المفاوضات مع وسيط. 

### الاستجابة لوباء فيروس كورونا
استجابةً لجائحة فيروس كورونا، نقلت جامعة لونغ آيلاند جميع الفصول الدراسية إلى التدريس عبر الإنترنت للفترة المتبقية من فصل الربيع 2020. بعد أمر الإغلاق الذي أصدره الحاكم أندرو كومو حاكم ولاية نيويورك بتوجيه جميع الأعمال غير الأساسية للعمل عن بُعد، بدأت المكاتب الإدارية والأكاديمية في العمل تقريبًا وفصلت الجامعة أو وضعت في إجازة دائمة جميع الموظفين في الجامعة الذين كان يُنظر إلى عملهم على أنه غير قابل للعمل عن بُعد، متضمناً 84 من 98 موظفًا نقابيًا.  
أُعطيت الفصول الصيفية عن بعد، ووضعت جامعة لونغ آيلاند الخطط الدراسية التي تلزم الحضور الفيزيائي للطلاب بدءاً من 8 سبتمبر 2020، بإمكانية الحضور عبر الإنترنت للطلاب غير القادرين على حضور المحاضرات فيزيائياً.
بعد عطلة عيد الشكر، أصبحت جميع الفصول الدراسية بٌعادياً، إلا أن الجامعة خططت لبدء فصل الربيع 2021 في 1 من شباط بطريقة الحضور الشخصي للطالب.

## المنظمة والإدارة
تُدار الجامعة من رئيس واحد و 27 عضوًا  من مجلس الأمناء الذين ينتخبون الرئيس.

## الحرم الجامعي

### جامعة لونغ آيلاند بروكلين
تتضمن جامعة لونغ آيلاند بروكلين:
- جامعة لونغ آيلاند للصيدلة، كلية آرنولد وماري شفارتز للصيدلة والعلوم الصحية.
- جامعة لونغ آيلاند العالمية (سابقاً الكلية العالمية).
- كلية ريتشارد كونولي للفنون والعلوم الليبرالية
- مدرسة التربية
- مدرسة هارييت روثكوبف هيلبرون للتمريض
- مدرسة الدراسات المهنية والمستمرة
- مدرسة إدارة الأعمال والإدارة العامة وعلوم المعلومات
- مدرسة الفنون والتواصل.
- الكلية الشرف

### جامعة لونغ آيلاند بوست
تتضمن جامعة لونغ آيلاند بوست ما يلي:
- كلية الطب البيطري
- كلية التربية، والمعلومات والتقانة.
- كلية الفنون الليبرالية والعلوم.
- مدرسة إدارة الأعمال
- مدرسة المحاسبة المهنية.
- مدرسة علوم الحاسوب والابتكار وهندسة الإدارة
- مدرسة المهن الصحية والتمريض
- مدرسة الفنون البصرية للتواصل والتصميم
- مدرسة الفنون المسرحية
- كلية الشرف

### كلية الطب البيطري
بدأ الفصل الافتتاحي للمدرسة البيطرية التدريس في خريف 2020. وكانت في فترة تأسيسها، واحدة من 30 كلية بيطرية فقط في الولايات المتحدة الأمريكية.  لأكثر من 150 عامًا، كانت المدرسة البيطرية الوحيدة في الولاية هي كلية ولاية نيويورك للطب البيطري في إيثاكا، نيويورك. ومع ذل، زاد الضغط السياسي لمدرسة ثانية في منطقة مدينة نيويورك. في مايو 2018، منحت ولاية نيويورك 12 مليون دولار لجامعة لونغ آيلاند لتطوير مدرسة البيطرة. يقع التعليم قبل السريري في مدينة برينتوود، نيويورك. بدلاً من تطوير المستشفى البيطري الخاص بهم في الجامعة، أصبحت تدرس البرامج السريرية لجامعة لونغ آيلاند في المستشفيات والممارسات البيطرية الحالية. تلقت مدرسة البيطرة اعتمادًا مؤقتًا وستمنح درجة طبيب في الطب البيطري للمرة الأولى في عام 2024.

### مواقع أخرى لجامعة لونغ آيلاند
تقدم جامعة لونغ آيلاند برينت وود LIU Brentwood برامج البكالوريوس و/أو الدراسات العليا في التعليم، والتعليم الخاص، ومحو الأمية، واستشارات الصحة العقلية، والإرشاد المدرسي، وعلم النفس، والعدالة الجنائية، والتمريض.
تقدم جامعة لونغ آيلاند هودسون LIU Hudson برامج شهادات عليا ومتقدمة في إدارة الأعمال، والإدارة العامة، والصيدلانيات، والتعليم (الطفولة المبكرة، والطفولة، ومحو الأمية، والتعليم الخاص، وشهادة تدريس اللغة الإنجليزية لغير الناطقين بها (TESOL))، والقيادة التربوية، والإرشاد المدرسي، وعلم النفس المدرسي، واستشارات الصحة العقلية، والزواج والعلاج الأسري.
تعد جامعة لونغ آيلاند ريفرهيد LIU Riverhead موطنًا لمعهد إدارة الأمن الداخلي، والذي يقدم تدريبًا على الأمن الداخلي. صُنِّف المعهد على أنه «مركز امتياز للأمن الداخلي» من كونغرس الولايات المتحدة. تتوفر البرامج أيضًا في التعليم، والتعليم الخاص، ومحو الأمية، ودراسات التواصل، والوسائط الجديدة، والأمن السيبراني، وتحليل السلوك التطبيقي، وشهادة تدريس اللغة الإنجليزية لغير الناطقين بها.

## القسم الرياضي

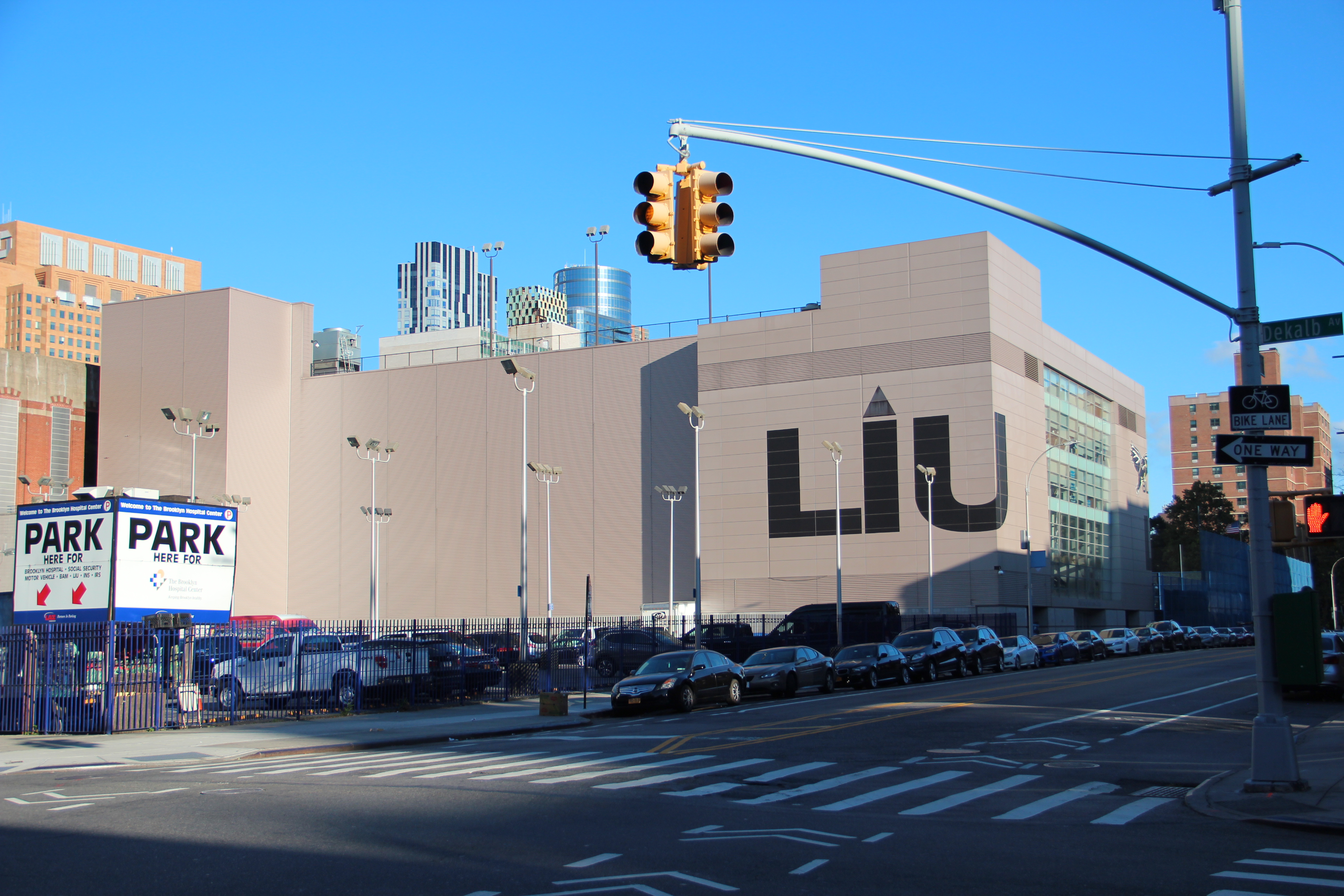
المركز الرياضي لجامعة لونغ آيلاند في بروكلين.

### جامعة لونغ آيلاند
يتنافس فريق شاركس جامعة لونغ آيلاند (بالإنجليزية: Sharks LIU)‏ في ألعاب القوى بين الكليات في دوري الدرجة الأولى لرابطة الوطنية لرياضات الجامعات.

#### الرياضات للذكور
- كرة القاعدة
- كرة السلة
- الرياضات الريفية
- كرة القدم
- الغولف
- هوكي الجليد
- السباحة
- كرة القدم الأمريكية
- كرة اليد
- لاكروس
- سباقات المضمار والميدان
- المصارعة

#### الرياضات النسائية
- كرة السلة
- بولينج
- الرياضات الريفية
- الفروسية في التاريخ الإسلامي
- مبارزة السلاح
- هوكي الحقل
- غولف
- جمباز
- هوكي الجليد
- لاكروس
- الرغبي
- كرة لينة
- كرة القدم
- السباحة
- كرة المضرب
- سباقات المضمار والميدان
- كرة اليد
- كرة الماء

#### رياضات مختلطة
- رياضة إلكترونية

#### رياضات جماعية
- الفرق الرياضية
- الرقص
- فرق التشجيع

### توحيد
في 3 أكتوبر 2018، أعلنت جامعة لونغ آيلاند أنها بصدد توحيد البرامج الرياضية لحرميها الجامعيين في برنامج واحد من القسم الأول، اعتبارًا من العام الدراسي 2019-20. سيستمر برنامج جامعة لونع آيلاند الموحد في رعاية جميع الرياضات الجامعية التي رعاها الحرم الجامعي قبل الدمج. تم الإعلان عن لقب برنامج شاركس الجديد في 15 مايو 2019. يحتفظ فريق شاركس بالانتماء لكلية بروكلين في مؤتمر الشمال الشرقي .
سيضيف فريق شاركس له فريقين جديدين في قسم الرياضات النسائية الجديدة تمامًا اعتبارًا من 2019-2020. قبل وقت قصير من الإعلان عن الاندماج الرياضي، أعلنت كلية بروكلين أنها ستضيف هوكي الجليد للسيدات؛ هذه الرياضة ستنتقل إلى البرنامج الموحد. بعد وقت قصير من إعلان الاندماج، أعلنت الجامعة أنها ستضيف كرة الماء للسيدات، لتضع هذه الرياضة في مؤتمر مترو أتلانتيك الرياضي.

## الإعلام
لجامعة لونغ آيلند بث إذاعي على الموجة الطويلة بتردد 88.1. وبتث تلفزيوني على القنوات 95 و 96 في الحرم الجامعي فقط (PTV) وصحيفة طلابية لجامعة بروكلين باسم سيوانهاكا "Seawanhaka" ، وصحيفة كلية بوست الطلابية هي البايونير "The Pioneer".

## خريجون مميزون
- أليكس ذا أسترونوت (1995-)، مغنية وكاتبة أغاني أسترالية.
- شموئيل أفيشار (1947-)، لاعب كرة سلة إسرائيلي
- بروس بلاكمان، الرئيس الأول لمقاطعة ناسو، الهيئة التشريعية في نيويورك والمسؤول العام
- بول برودي، رئيس كلية مجتمع هوساتونيك وكلية جيت واي كوميونيتي
- روبرت ل. كاسلين (1953-)، جنرال بالجيش، المشرف التاسع والخمسون على الأكاديمية العسكرية للولايات المتحدة، والرئيس التاسع والعشرون لجامعة ساوث كارولينا
- مولود جاويش أوغلو، دبلوماسي وسياسي؛ وزير خارجية تركيا الحالي
- راي داليو، مؤسس بريدج ووتر أسوشيتس، مستثمر.
- باري ليبوفيتز (مواليد 1945)، لاعب كرة سلة أمريكي إسرائيلي
- إيفان ليشينسكي (مواليد 1947)، لاعب كرة سلة أمريكي إسرائيلي
- شون لياو، لاعب كرة سلة وراعي الأوبرا
- تشارلز ف. ماسترسون، المساعد الخاص للرئيس أيزنهاور
- دينا ماير (مواليد 1968)، ممثلة
- رام موهان نايدو كينجارابو، عضو البرلمان في لوك سابها، مجلس النواب في برلمان الهند
- بيتر نيلسون (مواليد 1974)، لاعب كرة قدم
- أوسي شيكتمان (1919-2013)، لاعب كرة سلة سجل أول سلة في تاريخ الرابطة الوطنية لكرة السلة
- تينجا سيساي (1928-2015)، دبلوماسي سيراليوني وناشط مؤيد للديمقراطية
- دينيس فاسي (1983-) ممثلة

### معرض الصور لبعض خريجي الجامعة

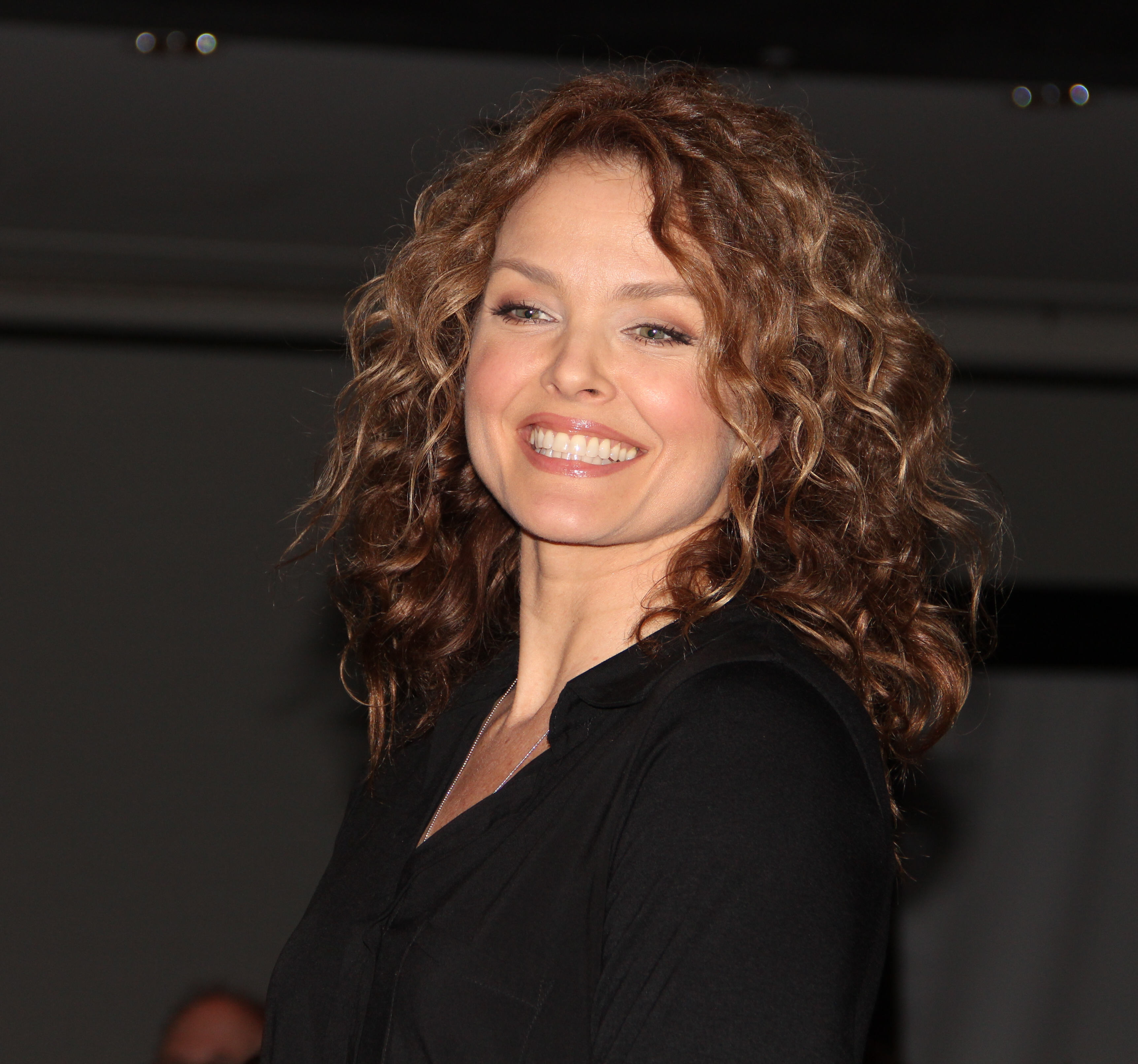
الممثلة دينا ماير
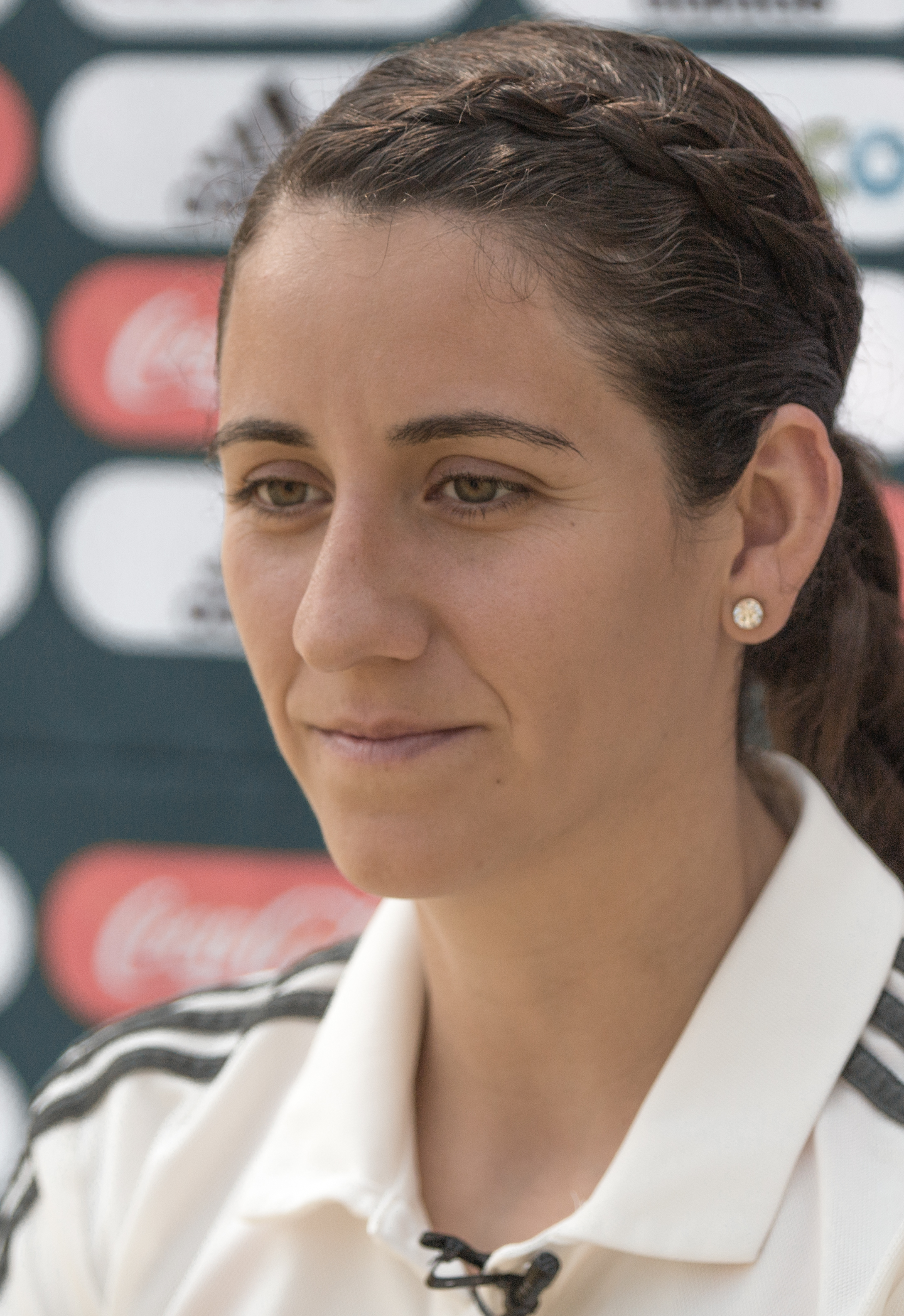
اللاعبة اريانا كالديرون
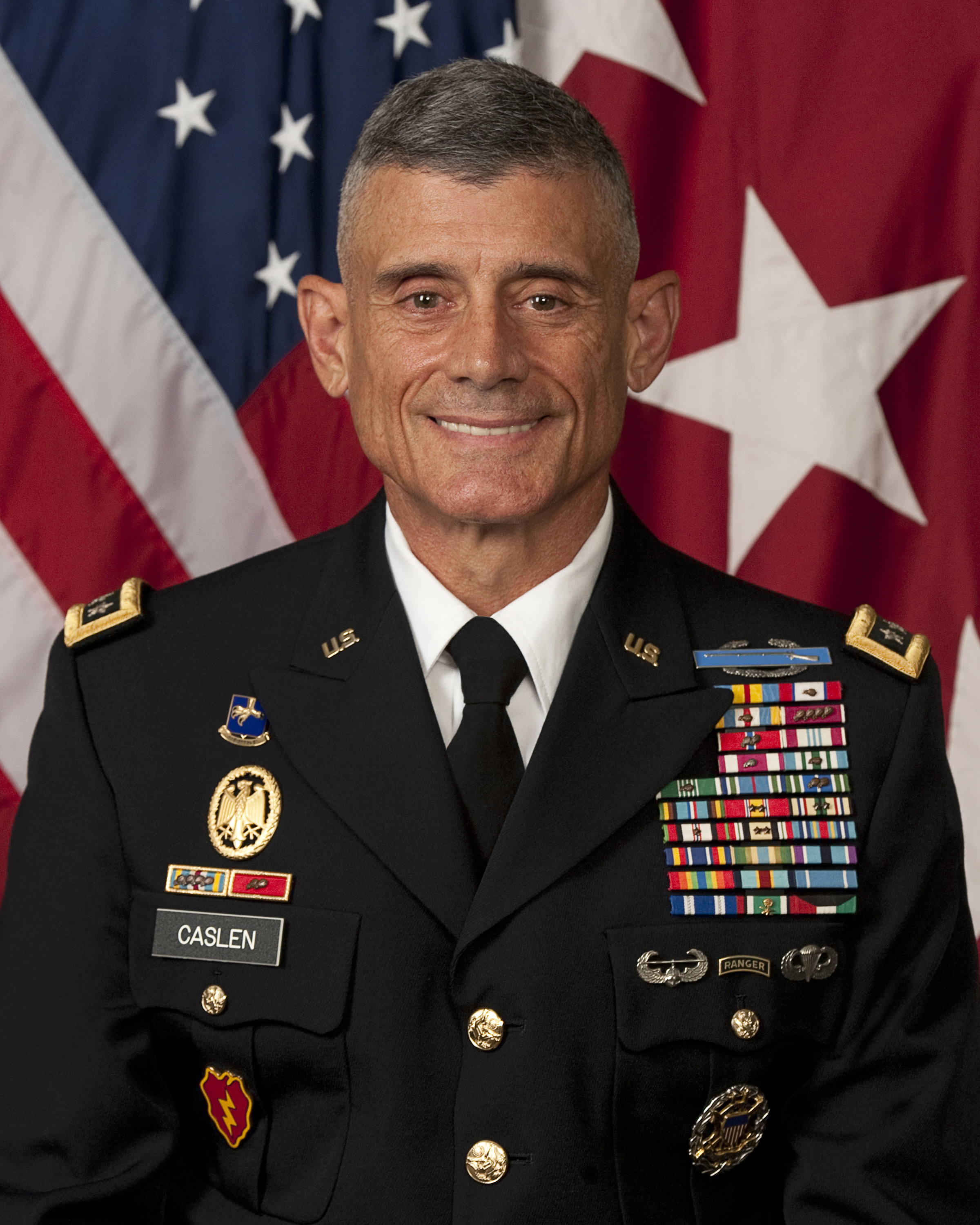
الجنرال روبرت كاسلين الابن
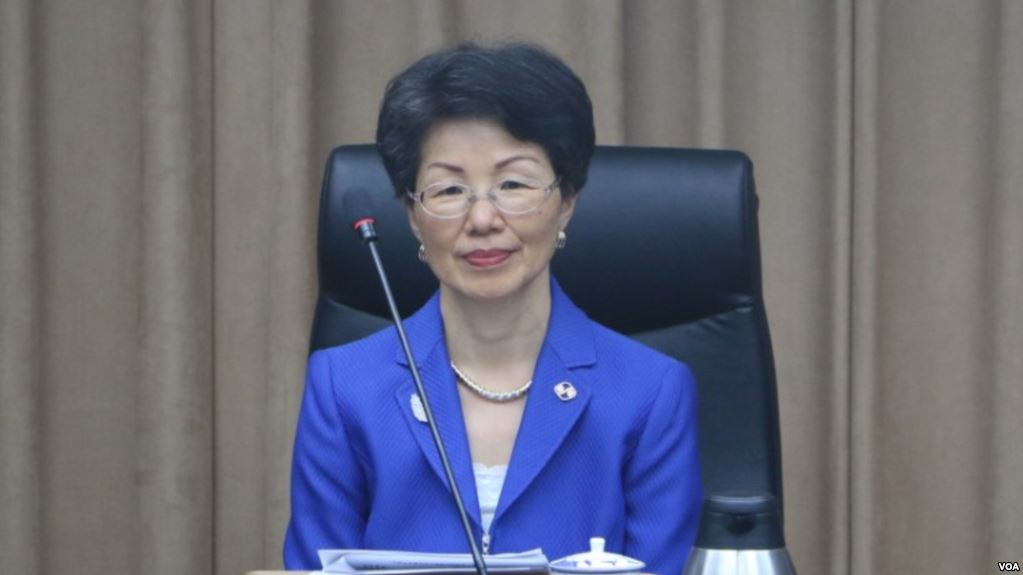
الدبلوماسية التايوانية كاثرين تشانغ
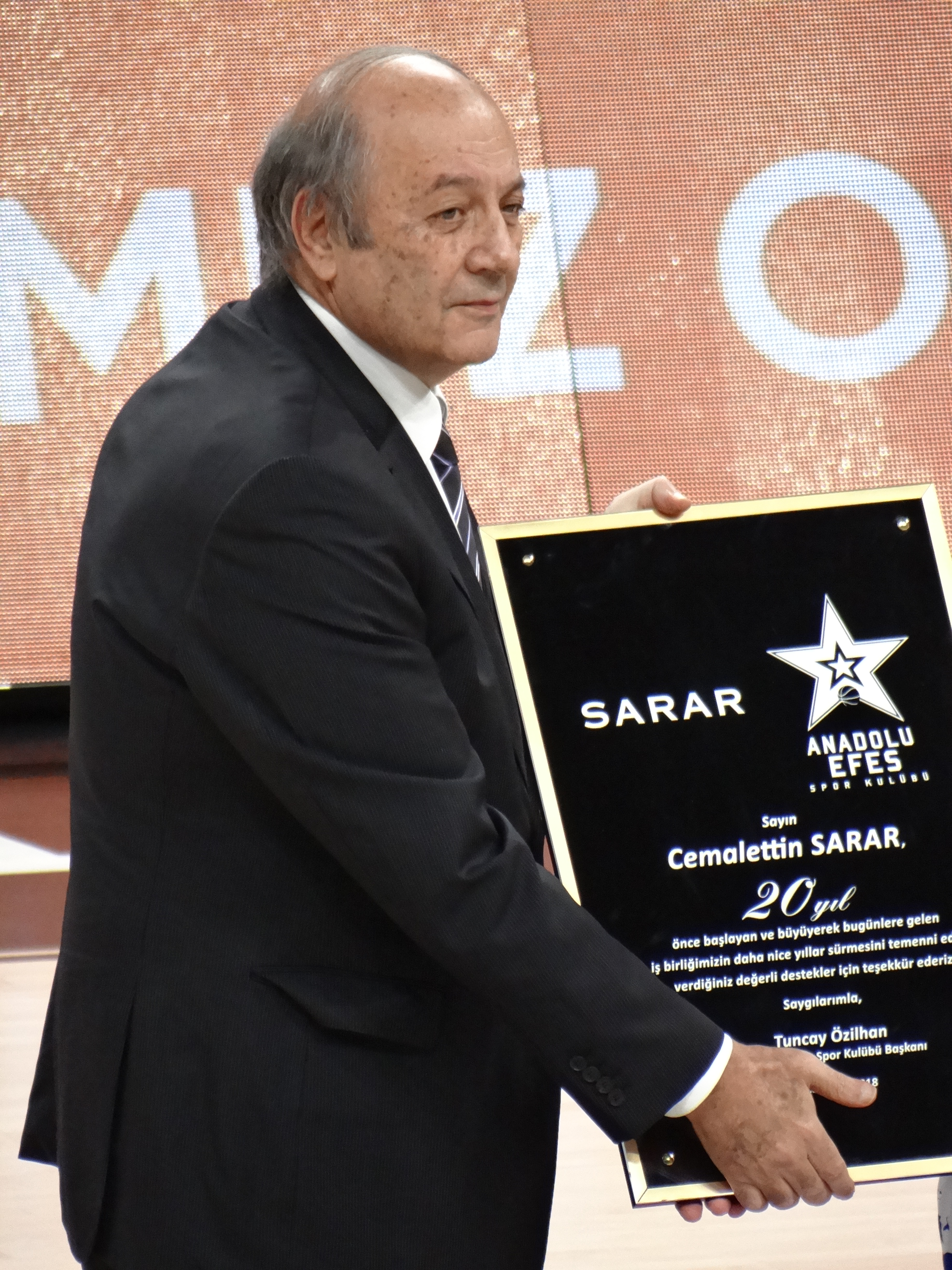
رجل الأعمال التركي تونكاي أوزيلهان

## روابط خارجية
- الموقع الرسمي